# Vaalstuitdoornsnavel
De vaalstuitdoornsnavel (Acanthiza reguloides) is een zangvogel uit de familie Acanthizidae (Australische zangers).

## Verspreiding en leefgebied
Deze soort is endemisch in Australië en telt vier ondersoorten:
- A. r. squamata: noordoostelijk Australië.
- A. r. nesa: oostelijk Australië.
- A. r. reguloides: zuidoostelijk Australië.
- A. r. australis: van zuidoostelijk Zuid-Australië tot zuidelijk Victoria.

## Status
De grootte van de populatie is niet gekwantificeerd maar de soort wordt omschreven als schaars. Op de Rode lijst van de IUCN heeft deze soort de status niet bedreigd.